# لينكولن (إلينوي)
لينكولن (بالإنجليزية: Lincoln, Illinois)‏ هي مدينة تقع في الولايات المتحدة في إلينوي. يقدر عدد سكانها بـ 14,284 نسمة .

## التركيبة السكانية
حدّد مكتب تعداد الولايات المتحدة بيانات التركيبة السكانية للينكولن في تعداد الولايات المتحدة. في ما يلي، التركيبة السكانية حسب تعدادي 2000 و2010.

### تعداد عام 2000
بلغ عدد سكان لينكولن 15,369 نسمة بحسب تعداد عام 2000، وبلغ عدد الأسر 5,965 أسرة وعدد العائلات 3,694 عائلة مقيمة في المدينة. في حين سجلت الكثافة السكانية 949.3 نسمة لكل كيلومتر مربع (2,458.7/ميل2). وبلغ عدد الوحدات السكنية 6,391 وحدة بمتوسط كثافة قدره 394.7 لكل كيلومتر مربع (1,022.3/ميل2).
وتوزع التركيب العرقي للمدينة بنسبة 94.79% من البيض و2.82% من الأمريكيين الأفارقة و0.16% من الأمريكيين الأصليين و0.89% من الأمريكيين ذوي الأصول الآسيوية و0.03% من سكان جزر المحيط الهادئ و0.45% من الأعراق الأخرى و0.86% من عرقين مختلطين أو أكثر و1.19% من الهسبانيون أو اللاتينيون من أي عرق.
بلغ عدد الأسر 5,965 أسرة كانت نسبة 30.7% منها لديها أطفال تحت سن الثامنة عشر تعيش معهم، وبلغت نسبة الأزواج القاطنين مع بعضهم البعض 46.7% من أصل المجموع الكلي للأسر، ونسبة 11.6% من الأسر كان لديها معيلات من الإناث دون وجود شريك،  بينما كانت نسبة 3.6% من الأسر لديها معيلون من الذكور دون وجود شريكة وكانت نسبة 38.1% من غير العائلات. تألفت نسبة 33.1% من أصل جميع الأسر من عدة أفراد يعيشون في نفس المنزل ونسبة 15.8% كانت تتألف من شخص يعيش بمفرده يبلغ من العمر 65 عاماً أو أكثر. وبلغ متوسط حجم الأسرة المعيشية 2.28، أما متوسط حجم العائلات فبلغ 2.89.
بلغ العمر الوسطي للسكان 36.7 عاماً. وكانت نسبة 21.5% من القاطنين تحت سن الثامنة عشر، وكانت نسبة 8.1% بين الثامنة عشر والرابعة والعشرين عاماً، ونسبة 23.8% كانت واقعةً في الفئة العمرية ما بين الخامسة والعشرين والرابعة والأربعين عاماً، ونسبة 20.2% كانت ما بين الخامسة والأربعين والرابعة والستين، ونسبة 14.8% كانت ضمن فئة الخامسة والستين عاماً فما فوق. يوجد لكل 100 أنثى 88.4 ذكر، ويوجد لكل 100 أنثى في الثامنة عشر من عمرها فما فوق 83.4 ذكر.
بلغ متوسط دخل الأسرة في المدينة 34,435 دولارًا، أما متوسط دخل العائلة فبلغ 45,171 دولارًا. وكان متوسط دخل الذكور 33,596 دولارًا مقابل 22,500 دولارًا للإناث. وسجل دخل الفرد الخاص بالمدينة 17,207 دولارًا. وكانت نسبة 8.5% من العائلات ونسبة 10.7% من السكان تحت خط الفقر، وكان من هؤلاء نسبة 14.3% تحت سن الثامنة عشر ونسبة 8.7% في الخامسة والستين من العمر وما فوق.

### تعداد عام 2010
بلغ عدد سكان لينكولن 14,504 نسمة بحسب تعداد عام 2010، وبلغ عدد الأسر 5,877 أسرة وعدد العائلات 3,523 عائلة مقيمة في المدينة. في حين سجلت الكثافة السكانية 895.9 نسمة لكل كيلومتر مربع (2,320.4/ميل2). وبلغ عدد الوحدات السكنية 6,411 وحدة بمتوسط كثافة قدره 396 لكل كيلومتر مربع (1,025.6/ميل2).
وتوزع التركيب العرقي للمدينة بنسبة 92.88% من البيض و3.80% من الأمريكيين الأفارقة و0.21% من الأمريكيين الأصليين و0.81% من الأمريكيين ذوي الأصول الآسيوية و0.46% من الأعراق الأخرى و1.83% من عرقين مختلطين أو أكثر و2.32% من الهسبانيون أو اللاتينيون من أي عرق.
بلغ عدد الأسر 5,877 أسرة كانت نسبة 29.1% منها لديها أطفال تحت سن الثامنة عشر تعيش معهم، وبلغت نسبة الأزواج القاطنين مع بعضهم البعض 41.1% من أصل المجموع الكلي للأسر، ونسبة 13.3% من الأسر كان لديها معيلات من الإناث دون وجود شريك،  بينما كانت نسبة 5.5% من الأسر لديها معيلون من الذكور دون وجود شريكة وكانت نسبة 40.1% من غير العائلات. تألفت نسبة 33.9% من أصل جميع الأسر من عدة أفراد يعيشون في نفس المنزل ونسبة 14.8% كانت تتألف من شخص يعيش بمفرده يبلغ من العمر 65 عاماً أو أكثر. وبلغ متوسط حجم الأسرة المعيشية 2.25، أما متوسط حجم العائلات فبلغ 2.83.
بلغ العمر الوسطي للسكان 38.0 عاماً. وكانت نسبة 21.5% من القاطنين تحت سن الثامنة عشر، وكانت نسبة 13.5% بين الثامنة عشر والرابعة والعشرين عاماً، ونسبة 22.5% كانت واقعةً في الفئة العمرية ما بين الخامسة والعشرين والرابعة والأربعين عاماً، ونسبة 24.9% كانت ما بين الخامسة والأربعين والرابعة والستين، ونسبة 17.6% كانت ضمن فئة الخامسة والستين عاماً فما فوق. وتوزع التركيب الجنسي للسكان بنسبة 47.9% ذكور و52.1% إناث.

## أعلام
- ألبرتا نيكولز
- نورم كوك
- راي بليدز
- وليم جوزيف جونستون
- وين ويلفونج
- سكوت ألتمان
- إدوارد ريل ماديجان
- بريان كوك